# Сражение при Пелузии
Сражение при Пелузии — битва между войсками царя Персии Камбиза II и египетского фараона Псамметиха III, произошедшая в мае 525 года до н. э. на Синайском полуострове, у египетского города-крепости Пелузий.

## История
Согласно Геродоту, (III,10), Псамметих III разместил свою армию лагерем на берегу пелузийского рукава Нила, близ Таны, рассчитывая здесь встретить персидское войско. Пограничная крепость Пелузий имела большое стратегическое значение, так как через неё проходило торговое сообщение между Египтом и странами Азии. В самой крепости находился гарнизон из 4-5 тысяч египетских воинов, в армии Псамметиха III — около 30 тысяч солдат. Персидское войско имело не меньшую численность.
В результате этого сражения персы разгромили египетское войско, фараон бежал с поля боя в Мемфис. По сообщению Геродота (III,4), большую роль в таком развитии событий сыграло предательство командующего египетской армией, грека Фанеса из Галикарнаса — так как ядром войск Египта были древнегреческие наёмники. По совету Фанеса персы заключили союз с местными кочевыми арабскими племенами. Он также передал Камбизу планы египетских оборонительных укреплений. В результате победы в битве под Пелузием персы практически без дальнейшей борьбы захватили весь Египет. Лишь столица его, Мемфис, некоторое время оказывала сопротивление.
В сочинении Полиэна «Стратегемы», написанном во II веке н.э., утверждалось, что в сражении при Пелузии Камбиз использовал против египтян военную хитрость: «всех животных, которым египтяне поклонялись: собак, овец, кошек, ибисов поставил впереди своего войска»; египтяне из-за страха поранить какое-либо из священных животных будто бы перестали стрелять. Этот исторический анекдот уже в XX веке воспроизводили в виде заявлений о том, что каждый из персидских воинов в строю якобы нёс в руках кошку — так, именно в таком виде он появляется в книге Барбары Холланд «Тайны кошки». Профессор Бруклинского колледжа Кэтрин Роджерс писала об этом, что рассказ о хитрости Камбиза и изначально был, скорее всего, выдумкой, а позже исказился в пересказах; по её мнению, Полиэна больше привлекала необычность историй, чем их историческая достоверность.